# Zenerova nagrada
Zenerova nagrada (fra. prix Zener)  (također poznata kao Zenerova zlatna medalja (fra. prix Médaille d’or Zener)) međunarodna je nagrada dodjeljivana u znak priznavanja novim znanstvenim otkrićima u područjima znanosti o materijalima i Fizici, s naglaskom na primjene u mehaničkoj spektroskopiji i unutarnjem trenju. Nekada pod nazivom ICIFUAS nagrada (1965. – 1989), Zenerova nagrada osnovana je u čast pionirskog rada na neelastičnosti Clarencea Zenera († 2. srpnja, 1993). Zenerovu nagradu predstavlja Vijeće Zenerove nagrade kojom predsjeda Predsjednik Međunarodne Konferencije o unutarnjem  trenju i mehaničkoj spektroskopiji, ICIFMS, prvotno Međunarodna konferencija o unutarnjem trenju i ultrazvučnom prigušenju u krutom stanju, ICIFUAS (1956-2002). Zenerova nagrada, koja se smatra jednom od najprestižnijih u znanosti o materijalima, može biti dodjeljivana za priznavanje značajnih pojedinačnih otkrića ili za bitan doprinos područjima znanosti o materijalima i fizici materijala kroz cjelokupno životno djelo. Svaki laureat Zenerove nagrade dobiva Zenerovu zlatnu medalju i diplomu. Zenerova zlatna medalja je obložena 20-karatnim zlatom i sadrži sliku Clarencea Zenera na prednjoj strani. Zenerova nagrada se ne dodjeljuje postumno. 

## Lista laureata
| Godina | Laureat                |           | Država     | Pripadnost |
| ------ | ---------------------- | --------- | ---------- | --- |
| 1965   | Werner Köster          | 1896–1989 | Njemačka   | Max Planck Institute for Metals Research, Stuttgart                                                           |
| 1969   | Warren Perry Mason     | 1900–1986 | SAD        | Bell Labs, Murray Hill (New Jersey), New Jersey                                                               |
| 1985   | Clarence Melvin Zener  | 1905–1993 | SAD        | Carnegie-Mellon University, Pittsburgh, Pennsylvania                                                          |
| 1989   | Ting-sui Kê            | 1913–2000 | NR Kina    | Chinese Academy of Sciences, Institute of Solid State Physics (ISSP), Hefei, Anhui                            |
| 1989   | Arthur Stanley Nowick  | 1923–2010 | SAD        | Columbia University, New York                                                                                 |
| 1993   | Piero Giorgio Bordoni  | 1915–2009 | Italija    | Sveučilište La Sapienza, Rim                                                                                  |
| 1993   | Kurt Lücke             | 1921–2001 | Njemačka   | RWTH Aachen, Aachen                                                                                           |
| 1993   | Alfred Seeger          | 1927–2015 | Njemačka   | Max Planck Institute for Metals Research, Stuttgart                                                           |
| 1993   | Charles Allen Wert     | 1919–2003 | SAD        | University of Illinois at Urbana-Champaign, Urbana (Illinois), Illinois                                       |
| 1996   | Andrew Vincent Granato | 1926–2015 | SAD        | University of Illinois at Urbana-Champaign, Urbana (Illinois), Illinois                                       |
| 1999   | Gunther Schoeck        | 1928–2015 | Austrija   | Sveučilište u Beču, Beč                                                                                       |
| 2002   | Willy Benoit           | (1938)    | Švicarska  | École polytechnique fédérale de Lausanne (EPFL), Lausanne                                                     |
| 2002   | Masahiro Koiwa         | (1938)    | Japan      | Kyoto University, Kyoto                                                                                       |
| 2005   | Rosario Cantelli       | (1940)    | Italija    | Sveučilište La Sapienza, Rim                                                                                  |
| 2005   | Manfred Weller         | 1940–2017 | Njemačka   | Max Planck Institute for Metals Research, Stuttgart                                                           |
| 2008   | Daniel Newson Beshers  | (1928)    | SAD        | Columbia University, New York                                                                                 |
| 2008   | Gaetano Cannelli       | (1936)    | Italija    | Università della Calabria, Rende                                                                              |
| 2008   | Gilbert Fantozzi       | (1942)    | Francuska  | Institut national des sciences appliquées de Lyon (INSA Lyon), Villeurbanne, Lyon                             |
| 2011   | Gérard Gremaud         | (1949)    | Švicarska  | École polytechnique fédérale de Lausanne (EPFL), Lausanne                                                     |
| 2011   | Fabio Massimo Mazzolai | (1934)    | Italija    | Università degli Studi di Perugia, Perugia                                                                    |
| 2014   | Qing-Ping Kong         | (1930)    | NR Kina    | Chinese Academy of Sciences, Institute of Solid State Physics (ISSP), Hefei, Anhui                            |
| 2014   | Robert Schaller        | (1948)    | Švicarska  | École polytechnique fédérale de Lausanne (EPFL), Lausanne                                                     |
| 2017   | Leszek Bogumił Magalas | (1954)    | Poljska    | AGH Akademia Górniczo-Hutnicza im. St. Staszica w Krakowie (AGH University of Science and Technology), Kraków |
| 2022   | Jose M. San Juan       | (1955)    | Španjolska | University of the Basque Country/ Euskal Herriko Unibertsitatea (EHU/UPV), Bilbao                             |

Broj u prvoj koloni je godina u kojoj je laureat dobio nagradu. Broj sa zvjezdicom (*) znači da je osoba dobila nagradu dok je radila na sveučilištu/ ustanovi koja sadrži tu zvjezdicu. Tri godine se nagrada nije dodjeljivala. (1973, 1977 i 1988).

## Popis zemalja po broju dobitnika
| Država     | Broj Laureata | Laureati                                                                   |
| ---------- | ------------- | -------------------------------------------------------------------------- |
| SAD        | 6             | W.P. Mason, C.M. Zener, A.S. Nowick, C.A. Wert, A.V. Granato, D.N. Beshers |
| Njemačka   | 4             | W. Köster, K. Lücke, A. Seeger, M. Weller                                  |
| Italija    | 4             | P.G. Bordoni, R. Cantelli, G. Cannelli, F.M. Mazzolai                      |
| Švicarska  | 3             | W. Benoit, G. Gremaud, R. Schaller                                         |
| NR Kina    | 2             | T.S. Kê, Q.P. Kong                                                         |
| Austrija   | 1             | G. Schoeck                                                                 |
| Francuska  | 1             | G. Fantozzi                                                                |
| Japan      | 1             | M. Koiwa                                                                   |
| Poljska    | 1             | L.B. Magalas                                                               |
| Španjolska | 1             | Jose M. San Juan                                                           |

## Vanjske poveznice
Interview of Clarence Zener by Lillian Hoddeson on 1981 April 1, Niels Bohr Library and Archives, American Institute of Physics, College Park, MD USA.
Clarence M. Zener 1905-1993. A Biographical Memoir by John B. Goodenough". National Academy of Sciences.  

## Pogledajte također
- Materials science awards

- Physics awards

- Science and technology awards

- List of physics awards

- List of science and technology awards

- List of prizes named after people

- Gold Medals